# Brad Malone
Bradley "Brad" Malone, född 20 maj 1989, är en kanadensisk professionell ishockeyforward som är kontrakterad för St. Louis Blues i National Hockey League (NHL) och spelar för deras primära samarbetspartner Chicago Wolves i American Hockey League (AHL). Han har tidigare spelat på NHL-nivå för Colorado Avalanche och Carolina Hurricanes och på lägre nivåer för Lake Erie Monsters och Hershey Bears i AHL, North Dakota Fighting Sioux (University of North Dakota) i National Collegiate Athletic Association (NCAA) och Sioux Falls Stampede i United States Hockey League (USHL).
Malone draftades i fjärde rundan i 2007 års draft av Colorado Avalanche som 105:e spelare totalt.
Han är brorson till Greg Malone och kusin till Ryan Malone som båda har spelat i NHL.

## Statistik
| 2005–2006   | Cushing Academy             |             | 36  | 9  | 33 | 42 | —   | — | — | — | — | —  |
| 2006–2007   | Sioux Falls Stampede        | USHL        | 57  | 14 | 19 | 33 | 134 | 8 | 3 | 1 | 4 | 24 |
| 2007–2008   | North Dakota Fighting Sioux | NCAA        | 34  | 1  | 2  | 3  | 44  | — | — | — | — | —  |
| 2008–2009   | North Dakota Fighting Sioux | NCAA        | 41  | 5  | 12 | 17 | 77  | — | — | — | — | —  |
| 2009–2010   | North Dakota Fighting Sioux | NCAA        | 43  | 11 | 14 | 25 | 102 | — | — | — | — | —  |
| 2010–2011   | North Dakota Fighting Sioux | NCAA        | 43  | 16 | 24 | 40 | 108 | — | — | — | — | —  |
|             | Lake Erie Monsters          | AHL         | —   | —  | —  | —  | —   | 3 | 0 | 1 | 1 | 2  |
| 2011–2012   | Colorado Avalanche          | NHL         | 9   | 0  | 2  | 2  | 0   | — | — | — | — | —  |
|             | Lake Erie Monsters          | AHL         | 67  | 11 | 25 | 36 | 89  | — | — | — | — | —  |
| 2012–2013   | Colorado Avalanche          | NHL         | 13  | 1  | 1  | 2  | 16  | — | — | — | — | —  |
|             | Lake Erie Monsters          | AHL         | 63  | 10 | 14 | 24 | 99  | — | — | — | — | —  |
| 2013–2014   | Colorado Avalanche          | NHL         | 32  | 3  | 2  | 5  | 23  | 6 | 0 | 0 | 0 | 2  |
|             | Lake Erie Monsters          | AHL         | 35  | 8  | 7  | 15 | 75  | — | — | — | — | —  |
| 2014–2015   | Carolina Hurricanes         | NHL         | 65  | 7  | 8  | 15 | 75  | — | — | — | — | —  |
| 2015–2016   | Carolina Hurricanes         | NHL         | 57  | 2  | 4  | 6  | 75  | — | — | — | — | —  |
| 2016–2017   | Hershey Bears               | AHL         | 52  | 7  | 13 | 20 | 66  | — | — | — | — | —  |
| NHL totalt  | NHL totalt                  | NHL totalt  | 176 | 13 | 17 | 30 | 188 | 6 | 0 | 0 | 0 | 2  |
| AHL totalt  | AHL totalt                  | AHL totalt  | 217 | 36 | 59 | 95 | 329 | 3 | 0 | 1 | 1 | 2  |
| NCAA totalt | NCAA totalt                 | NCAA totalt | 161 | 33 | 52 | 85 | 331 | — | — | — | — | —  |